# آپولیپوپروتئین ال
آپولیپوپروتئین ال (انگلیسی: Apolipoprotein L) یا (APOL)، پروتئینی در بدن انسان، متعلق به خانواده لیپوپروتئین با چگالی بالا (HDL) است که نقش مهمی در انتقال کلسترول دارد. میزان کلسترول غشاء در فرایندهای سلولی از جمله تعدیل رونویسی ژن و انتقال سیگنال هم در مغز بزرگسالان و هم در طی تکامل عصبی از اهمیت بالایی برخوردار است. شش ژن آپولیپوپروتئین ال (APOL)در بدن انسان وجود دارد که در مجاورت یکدیگر بر روی کروموزوم 22q12 در ژنوم انسان قرار دارند. 22q12 یک منبع بسیار حساس برای اسکیزوفرنی و نزدیک به منطقه‌ای است که در ارتباط با سندرم ولوکاردیوفاکیال است که شامل علائم اسکیزوفرنی است.

## پروتئین‌های انسانی حاوی این دامنه
APOL1 ; APOL2; APOL3; APOL4; APOL5; APOL6; APOLD1;